# Eleição primária do Partido Republicano no Michigan em 2012
A eleição primária do Partido Republicano no Michigan em 2012 foi realizada em 28 de fevereiro, no mesmo dia que a primária de Arizona. O ex-governador de Massachusetts Mitt Romney venceu em ambas as eleições.
A Michigan foi dado 59 delegados para a Convenção Nacional Republicana, mas esse número foi reduzido para 30, como pena por ter mudado a data das eleições para antes de 6 de março como determinava as regras do Partido Republicano. O candidato com o maior número de votos em cada um dos 14 distritos eleitorais receberá dois delegados distritais. Antes da eleição, dois delegados adicionais para Michigan foram anunciados pela mídia para ser dado proporcionalmente, mas após a eleição, o Partido Republicano de Michigan anunciou que houve um erro na nota publicada e que os dois delegados seria dado ao vencedor e não proporcionalmente, o que desencadeou acusações sobre Mitt Romney na manipulação dos resultados da equipe de Rick Santorum.

## Campanha
Enquanto Romney tinha laços estreitos com Michigan, onde nasceu e cresceu e seu pai era o governador, o rival Santorum, que já perdia nas pesquisas no estado, tinha uma vantagem clara sobre ele em meados de fevereiro, depois Santorum venceu as primárias de Colorado, Minnesota, e o caucus de Missouri em 7 de fevereiro. A competição tornou-se um empate estatístico entre os dois candidatos antes da primária.
Desde que Michigan permitiu aos eleitores das primárias para declararem sua filiação no momento da votação, Santorum fez campanha para atrair democratas a fim de convidá-los a votarem nele. Romney chamou essa tática "ultrajante" e "repugnante", mas Santorum defendeu-se por não fazer nada ilícito, mas convencer as pessoas a votarem em uma primária aberta, onde pessoas de outros partidos também podem votar.
Alguns democratas também pediram a seus apoiantes que votassem em Santorum na primária republicana, na esperança de forçar os candidatos republicanos a usar mais recursos e ajudar a tornar mais fácil para Barack Obama ganhar a eleição geral. Isso é semelhante ao a "Operação Caos" de Rush Limbaugh, onde Limbaugh apelou aos eleitores nas primárias presidenciais democratas de 2008 para votarem em Hillary Clinton, a quem ele via como sendo uma candidata mais fraca do que Obama. Michigan tem uma longa história de trocas de votos; em 2000, a forte influência Democrata ajudou o senador John McCain vencer a primária republicana de Michigan. Em 1972, os votos de republicanos impulsionaram o governador George Wallace à vitória nas primárias democratas.

## Pesquisas de opinião
| Fonte da pesquisa                                                                                 | Data                       | 1º                   | 2º                   | 3º                   | Outro |
| ------------------------------------------------------------------------------------------------- | -------------------------- | -------------------- | -------------------- | -------------------- | --- |
| Public Policy Polling Margem de erro: ±3.2% Entrevistados: 922                                    | 26–27 de fevereiro de 2012 | Rick Santorum 38%    | Mitt Romney 37%      | Ron Paul 14%         | Newt Gingrich 9%, Outro/Não sabe 2% |
| American Research Group Margem de erro: ±4% Entrevistados: 600                                    | 26 de fevereiro de 2012    | Rick Santorum 36%    | Mitt Romney 35%      | Ron Paul 15%         | Newt Gingrich 8%, Indeciso 6% |
| Mitchell Research/Rosetta Stone Margem de erro: ±3.3% Entrevistados: 858                          | 26 de fevereiro de 2012    | Rick Santorum 37%    | Mitt Romney 35%      | Newt Gingrich 9%     | Ron Paul 8%, Indeciso 10% |
| We Ask America Margem de erro: ±3.12% Entrevistados: 984                                          | 26 de fevereiro de 2012    | Mitt Romney 36.85%   | Rick Santorum 32.53% | Ron Paul 18.08%      | Newt Gingrich 12.53% |
| Public Policy Polling Margem de erro: ±4.8% Entrevistados: 421                                    | 26 de fevereiro de 2012    | Mitt Romney 39%      | Rick Santorum 37%    | Ron Paul 13%         | Newt Gingrich 9%, Outro/Não sabe 2% |
| Rasmussen Reports Margem de erro: ±4% Entrevistados: 750                                          | 26 de fevereiro de 2012    | Mitt Romney 38%      | Rick Santorum 36%    | Ron Paul 11%         | Newt Gingrich 10%, Indeciso 5%, Outro 1% |
| Foster McCollum White & Associates/Baydoun Consulting Margem de erro: ±2.66% Entrevistados: 1,359 | 23 de fevereiro de 2012    | Mitt Romney 37.90%   | Rick Santorum 35.86% | Ron Paul 9.12%       | Newt Gingrich 8.31%, Indeciso 8.90% |
| Rasmussen Reports Margem de erro: ±4% Entrevistados: 750                                          | 23 de fevereiro de 2012    | Mitt Romney 40%      | Rick Santorum 34%    | Ron Paul 10%         | Newt Gingrich 9%, Indeciso 6%, Outro 1% |
| Mitchell Research/Rosetta Stone Margem de erro: ±4.7% Entrevistados: 430                          | 23 de fevereiro de 2012    | Mitt Romney 36%      | Rick Santorum 33%    | Ron Paul 12%         | Newt Gingrich 9%, Indeciso 11% |
| American Research Group Margem de erro: ±4% Entrevistados: 600                                    | 21–22 de fevereiro de 2012 | Rick Santorum 38%    | Mitt Romney 34%      | Ron Paul 12%         | Newt Gingrich 7%, Outro/Não comprometido 1%, Indeciso 8%                                                                                              |
| WXYZ/Detroit Free Press Margem de erro: ±4.9% Entrevistados: 400                                  | 18–21 de fevereiro de 2012 | Rick Santorum 37%    | Mitt Romney 34%      | Ron Paul 10%         | Newt Gingrich 7%, Indeciso 12% |
| Rasmussen Reports Margem de erro: ±4% Entrevistados: 750                                          | 20 de fevereiro de 2012    | Rick Santorum 38%    | Mitt Romney 34%      | Ron Paul 10%         | Newt Gingrich 9%, Outro 1%, Indeciso 8% |
| Mitchell Research/Rosetta Stone Margem de erro: ±4.7% Entrevistados: 420                          | 20 de fevereiro de 2012    | Mitt Romney 32%      | Rick Santorum 30%    | Newt Gingrich 9%     | Ron Paul 7%, Indeciso 22% |
| NBC News-Marist Margem de erro: ±1.8% Entrevistados: 3,149                                        | 19–20 de fevereiro de 2012 | Mitt Romney 37%      | Rick Santorum 35%    | Ron Paul 13%         | Newt Gingrich 8%, Outro 1%, Indeciso 4%, Não comprometido 2%                                                                                          |
| We Ask America Margem de erro: ±3.06% Entrevistados: 1,025                                        | 19 de fevereiro de 2012    | Rick Santorum 29%    | Mitt Romney 29%      | Ron Paul 12%         | Newt Gingrich 10%, Indeciso 20% |
| Public Policy Polling Margem de erro: ±4.0% Entrevistados: 602                                    | 17–19 de fevereiro de 2012 | Rick Santorum 37%    | Mitt Romney 33%      | Ron Paul 15%         | Newt Gingrich 10%, Outro/Não sabe 6% |
| Foster McCollum White & Associates/Baydoun Consulting Margem de erro: ±2.14% Entrevistados: 2,106 | 16 de fevereiro de 2012    | Rick Santorum 37.37% | Mitt Romney 33.75%   | Ron Paul 8.01%       | Newt Gingrich 6.91%, Indeciso 13.97% |
| American Research Group Margem de erro: ±4% Entrevistados: 600                                    | 15–16 de fevereiro de 2012 | Rick Santorum 37%    | Mitt Romney 32%      | Ron Paul 15%         | Newt Gingrich 10%, Outro 1%, Indeciso 5% |
| Mitchell Research/Rosetta Stone Margem de erro: ±4.6% Entrevistados: 455                          | 14 de fevereiro de 2012    | Rick Santorum 34%    | Mitt Romney 25%      | Ron Paul 11%         | Newt Gingrich 5%, Outro 4%, Indeciso 25% |
| Marketing Research Group Margem de erro: ±3.5% Entrevistados: 800                                 | 13–14 de fevereiro de 2012 | Rick Santorum 43%    | Mitt Romney 33%      | Newt Gingrich 11%    | Ron Paul 8%, Indeciso 5% |
| Rasmussen Reports Margem de erro: ±4% Entrevistados: 750                                          | 13 de fevereiro de 2012    | Rick Santorum 35%    | Mitt Romney 32%      | Ron Paul 13%         | Newt Gingrich 11%, Indeciso 8% |
| Glengariff Group Margem de erro: ±4.38% Entrevistados: 500                                        | 11–13 de fevereiro de 2012 | Rick Santorum 34.0%  | Mitt Romney 30.4%    | Newt Gingrich 11.6%  | Ron Paul 8.9%, Indeciso 12.4% |
| American Research Group Margem de erro: ±4% Entrevistados: 600                                    | 11–12 de fevereiro de 2012 | Rick Santorum 33%    | Mitt Romney 27%      | Newt Gingrich 21%    | Ron Paul 12%, Outro 1%, Indeciso 6% |
| Public Policy Polling Margem de erro: ±4.9% Entrevistados: 404                                    | 10–12 de fevereiro de 2012 | Rick Santorum 39%    | Mitt Romney 24%      | Ron Paul 12%         | Newt Gingrich 11%, Outro/Não sabe 13% |
| MIRS Margem de erro: ±4% Entrevistados: 638                                                       | 2 de fevereiro de 2012     | Mitt Romney 31%      | Newt Gingrich 16%    | Rick Santorum 15%    | Ron Paul 14% |
| Rasmussen Reports Margem de erro: ±4% Entrevistados: 750                                          | 1 de fevereiro de 2012     | Mitt Romney 38%      | Newt Gingrich 23%    | Rick Santorum 17%    | Ron Paul 14%, Outro 1%, Indeciso 6% |
| EPIC-MRA Margem de erro: ±6% Entrevistados: 271                                                   | 21–25 de janeiro de 2012   | Mitt Romney 31%      | Newt Gingrich 26%    | Ron Paul 14%         | Rick Santorum 10% |
| MIRS Margem de erro: ±6% Entrevistados: 266                                                       | 6–9 de dezembro de 2011    | Mitt Romney 48%      | Newt Gingrich 33%    | Michele Bachmann 11% | Rick Perry 7% Indeciso 16.95% |
| Strategic National Margem de erro: ±5% Entrevistados:                                             | 8 de dezembro de 2011      | Newt Gingrich 30.75% | Mitt Romney 28.74%   | Ron Paul 7.47%       | Michele Bachmann 6.32%, Jon Huntsman 4.02%, Rick Santorum 3.16%, Rick Perry 2.59% Indeciso 16.95%                                                     |
| EPIC-MRA/WXYZ-TV (Channel 7) Margem de erro: ±6.1% Entrevistados: 259                             | 13–16 de novembro de 2011  | Mitt Romney 34%      | Newt Gingrich 20%    | Herman Cain 13%      | Ron Paul 8%, Rick Perry 5%, Michele Bachmann 3%, Jon Huntsman 2%, Rick Santorum 2%, Indeciso/Não respondeu 13%                                        |
| Marketing Resource Group Margem de erro: ±5.6% Entrevistados: 310                                 | 14–19 de setembro de 2011  | Mitt Romney 34%      | Rick Perry 13%       | Newt Gingrich 7%     | Ron Paul 6%, Herman Cain 5%, Michele Bachmann 3%, Jon Huntsman 3%, Thaddeus McCotter 2%, Rick Santorum 1%, Indeciso 27%                               |
| EPIC-MRA Margem de erro: ±6.7% Entrevistados: 210                                                 | 13–16 de agosto de 2011    | Mitt Romney 32%      | Rick Perry 17%       | Michele Bachmann 12% | Newt Gingrich 5%, Sarah Palin 5%, Ron Paul 5%, Herman Cain 3%, Rick Santorum 2%, Jon Huntsman 1%, Thaddeus McCotter 1%, Tim Pawlenty 1%, Indeciso 16% |
| Public Policy Polling Margem de erro: ±4.9% Entrevistados: 400                                    | 21–24 de julho de 2011     | Mitt Romney 25%      | Rick Perry 13%       | Michele Bachmann 12% | Sarah Palin 12%, Herman Cain 7%, Newt Gingrich 6%, Ron Paul 6%, Thaddeus McCotter 5%, Tim Pawlenty 3%, Outro/Não sabe 11%                             |
| Public Policy Polling Margem de erro: ±4.9% Entrevistados: 400                                    | 21–24 de julho de 2011     | Mitt Romney 24%      | Michele Bachmann 18% | Rick Perry 14%       | Herman Cain 7%, Newt Gingrich 7%, Ron Paul 6%, Thaddeus McCotter 5%, Tim Pawlenty 4%, Outro/Não sabe 17%                                              |
| Public Policy Polling Margem de erro: ±5.2% Entrevistados: 360                                    | 18–20 de março de 2011     | Mitt Romney 26%      | Mike Huckabee 20%    | Newt Gingrich 15%    | Sarah Palin 12%, Ron Paul 7%, Mitch Daniels 5%, Tim Pawlenty 3%, Scott Walker 3%, Outro/Indeciso 10%                                                  |
| Strategic National Margem de erro: ±4.5% Entrevistados: 480                                       | 24–25 de janeiro de 2011   | Mitt Romney 24%      | Mike Huckabee 19%    | Sarah Palin 17%      | Newt Gingrich 10%, Tim Pawlenty 4%, Jon Huntsman 2%, Rick Santorum 2%, Haley Barbour 1%, Mitch Daniels 1%, Indeciso 21%                               |
| Public Policy Polling Margem de erro: ±4.9% Entrevistados: 400                                    | 3–6 de dezembro de 2010    | Mitt Romney 22%      | Mike Huckabee 22%    | Sarah Palin 18%      | Newt Gingrich 15%, Ron Paul 10%, Tim Pawlenty 3%, Mitch Daniels 2%, John Thune 1%, Outro/Indeciso 7%                                                  |
| Public Policy Polling Margem de erro: ±4.9% Entrevistados: 400                                    | 17–19 de setembro de 2010  | Mitt Romney 30%      | Sarah Palin 17%      | Newt Gingrich 16%    | Mike Huckabee 14%, Ron Paul 8%, Outro 6%, Indeciso 8%                                                                                                 |
| Public Policy Polling Margem de erro: ±5.1% Entrevistados: 377                                    | 25–27 de maio de 2010      | Mitt Romney 37%      | Sarah Palin 24%      | Newt Gingrich 16%    | Mike Huckabee 12%, Ron Paul 6%, Indeciso 4% |